# 布恩縣 (內布拉斯加州)
布恩县（英語：Boone County）是美國內布拉斯加州東部的一個縣。面積1,780平方公里。根據美國2000年人口普查，共有人口6,259人。縣治阿爾比昂（Albion）。
成立於1871年3月28日。本縣紀念開發今日肯塔基州的丹尼爾·布恩（Daniel Boone）。